# 御所峠
御所峠（ごせんたお、ごせんとうげ、ごせんた、ごしょとうげ）は、大分県大分市大分市大字市尾と同臼杵市大字藤河内の間にある標高298mの峠である。大分県道205号臼杵坂ノ市線の旧道がこの峠を越えている。

## 歴史
1878年（明治11年）にこの峠を通る新道が開通し、六ヶ迫鉱泉への浴客でにぎわったが、日豊本線の開通により寂れたという。しかし、道路の拡幅によりにぎわいを取り戻し、大分市と臼杵市を結ぶ主要道として大分県道205号臼杵坂ノ市線に指定され交通量が非常に多かった。曲がりくねった狭路が続き、改修を重ねても限度があったので、御所峠のはるか麓に臼坂トンネルが貫かれ、1978年（昭和53年）に臼杵坂ノ市道路が有料道路として開通。それを機に御所峠の交通量は激減し、2002年（平成4年）に臼杵坂ノ市道路が無料化されて大分県道205号臼杵坂ノ市線に指定され、御所峠を通る路線が旧道となってからは近隣の集落の住民以外が通ることはほとんどなくなっており、交通の要衝であった往年の面影はない。

## 付近の名所
大分市街地、別府湾、国東半島等の大分市方面と、臼杵市方面の両方向を望むことができる。桜の名所としても知られていた。
峠から1-1.5kmのところに白山巨岩と呼ばれる巨岩がある。2つの巨岩の間に小さな石の祠が設けられて地蔵が祀られており、白山神社と呼ばれる。
また、臼杵市側には峠道の途中に六ヶ迫鉱泉（鷺来ヶ迫温泉）がある。この温泉は、江戸時代から知られていた歴史のある温泉である。